# Jacqueline Michel
Pour les articles homonymes, voir Michel.
Jacqueline Michel, née Jacqueline Irma Suzanne Bussereau le 17 septembre 1921 au Perray (Seine-et-Oise) et morte le 27 mai 1981 à Paris 16e, est une journaliste française, critique de cinéma.

## Biographie
Jacqueline Michel fait ses débuts dans la presse au Populaire, ainsi qu'à Jeunesse et Paris Matin avant d'exercer, à partir de 1946, les fonctions de courriériste théâtrale au Parisien libéré. Elle y devient, à la rubrique cinéma, l'assistante d'André Bazin auquel elle succède en 1958. 
Elle intègre la rédaction de Télé 7 jours en 1962 dirigé par son mari Jean Diwo et y tient la rubrique de critique cinématographique.
Elle était l'épouse de Jean Diwo et la mère de François Diwo.

## Publications
- De briques et de brocs, avec Jean Diwo, Fayard, 1957
- Drôles de numéros, avec Jean Diwo, Fayard, 1958
- La Déprime, Stock, 1972[3]